# Нерозумна зірка
«Нерозумна зірка» — фільм 2008 року.

## Зміст
Елю виховували в дитбудинку, бо батьків у неї немає. Зараз їй 17, вона наївна і вірить людям. Вона мріє про славу і кар'єру співачки, маючи дійсно гарний голос. Коли вона дізнається про конкурс талантів, то, звичайно, прагне взяти участь і отримати шанс на виконання своєї мрії. Мила дівчина хоче заслужити перемогу, вона гадає, що світ шоу-бізнесу справедливий і привітний.
| Фільми | Це незавершена стаття про кінофільм. Ви можете допомогти проєкту, виправивши або дописавши її. |